# Ferrari 166 Inter
El Ferrari 166 Inter fue el primer automóvil de gran turismo verdadero producido por Ferrari. Resultado de la evolución de los modelos de competición 125 S y 166 S, era un automóvil deportivo para la calle con  carrocerías de encargo. El nombre Inter conmemoró las victorias obtenidas con los modelos 166 S de la Scuderia Inter. Se construyeron tan solo 38 unidades desde 1948 hasta 1950.
Debe tenerse en cuenta que tanto el 166 S como el 166 F2 también eran conocidos como "166 Inter" en los días en que competían activamente con la Scuderia del mismo nombre.

## Historia

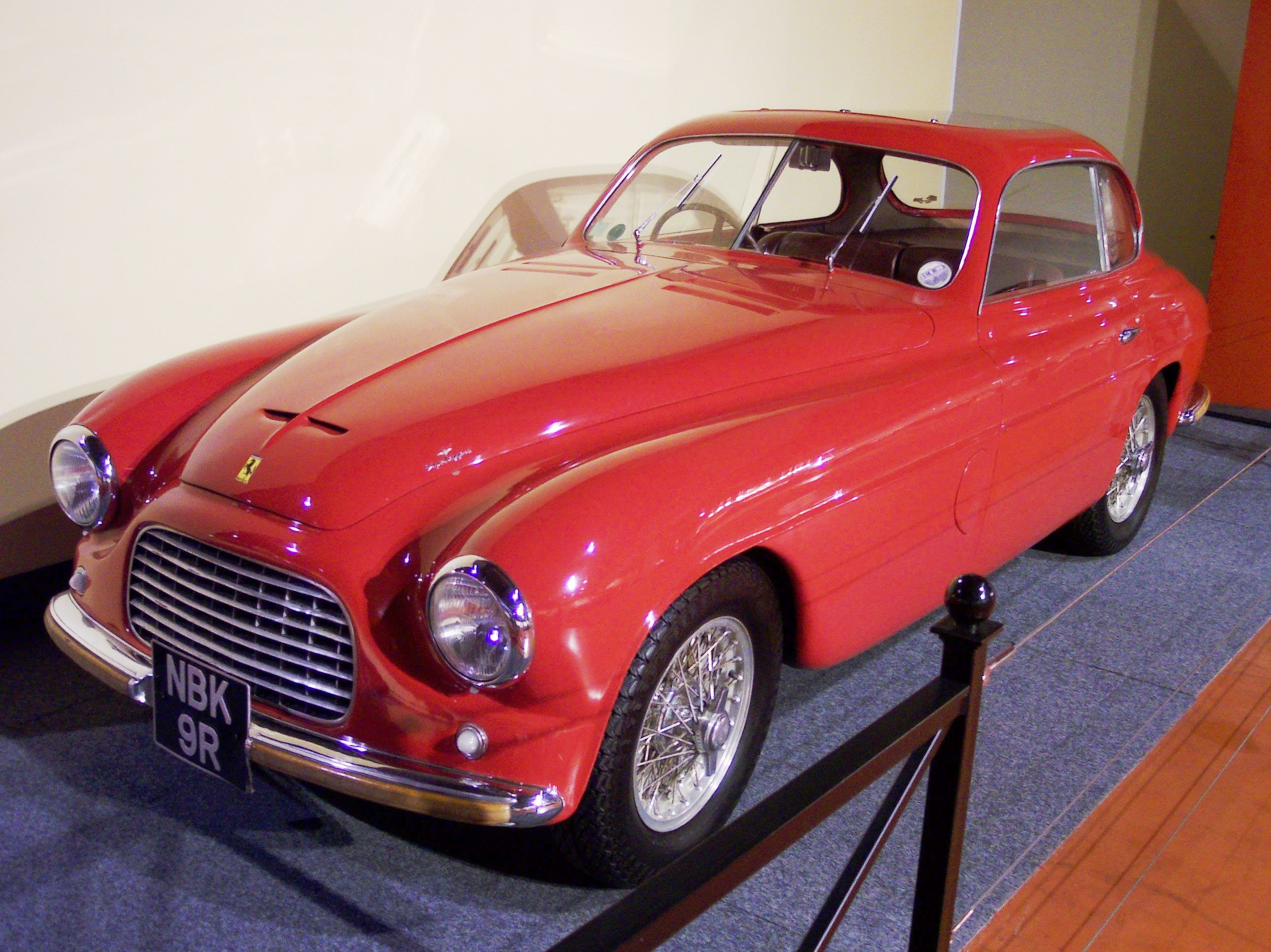
166 Inter Touring Cupé

El 166 Inter compartió su bastidor tubular diseñado por Aurelio Lampredi,suspensión de doble horquilla/eje de viga y distancia entre ejes de 2420 mm (95,3 plg) con el 125 S y el 166 S. Fue reemplazado por el 195 Inter (con motor de 2.3 L) en 1950.
El primer coche Ferrari GT debutó en el Salón del Automóvil de París el 6 de octubre de 1949. Era un elegante cupé diseñado por Carrozzeria Touring Superleggera de Milán, que previamente había creado varios modelos similares de Ferrari y Alfa Romeo. Las ventas a los clientes comenzaron de inmediato, con 166 modelos Inter convirtiéndose en los primeros Ferrari adquiridos para la carretera en lugar de la pista de carreras. Como era habitual en ese momento, se entregó un chasis desnudo al carrocero elegido por el cliente. La mayoría utilizaba la configuración touring con estilo cupé o barchetta. Ghia produjo un cupé único diseñado por Felice Mario Boano. Otros fueron construidos por Stabilimenti Farina, que diseñó cupés y descapotables. Bertone eligió una carrocería descapotable. Carrozzeria Vignale también realizó siete carrocerías. Estos encargos anticiparon las tendencias de la década siguiente, presagiando la participación posterior de esas empresas con Ferrari.
El motor V12 de 2.0 L del 166 S diseñado por el ingeniero Gioacchino Colombo se mantuvo, al igual que su chasis, aunque la distancia entre ejes finalmente crecería de 2420 mm (95,3 plg) a 2500 mm (98,4 plg) e incluso a 2620 mm (103,1 plg). La potencia era de 90 CV (66 kW) a 5600 rpm con un carburador, y su velocidad máxima era de 150 km/h (93 mph).